# Casa del Negromante
La casa del Negromante è un antico palazzo che si trova a Locarno, in Svizzera.

## Storia
Lo stabile fu costruito nel XV secolo dalla famiglia dei Magoria. Nel 1993 e 1994 venne ristrutturato e oggi contiene un ristorante e alcuni spazi commerciali.

## Descrizione
Secondo lo storico Rahn alla casa del Negromante troviamo il più antico stemma svizzero.
Al XVI secolo risalgono alcuni affreschi conservati presso l'ingresso.